# Edith Cavell

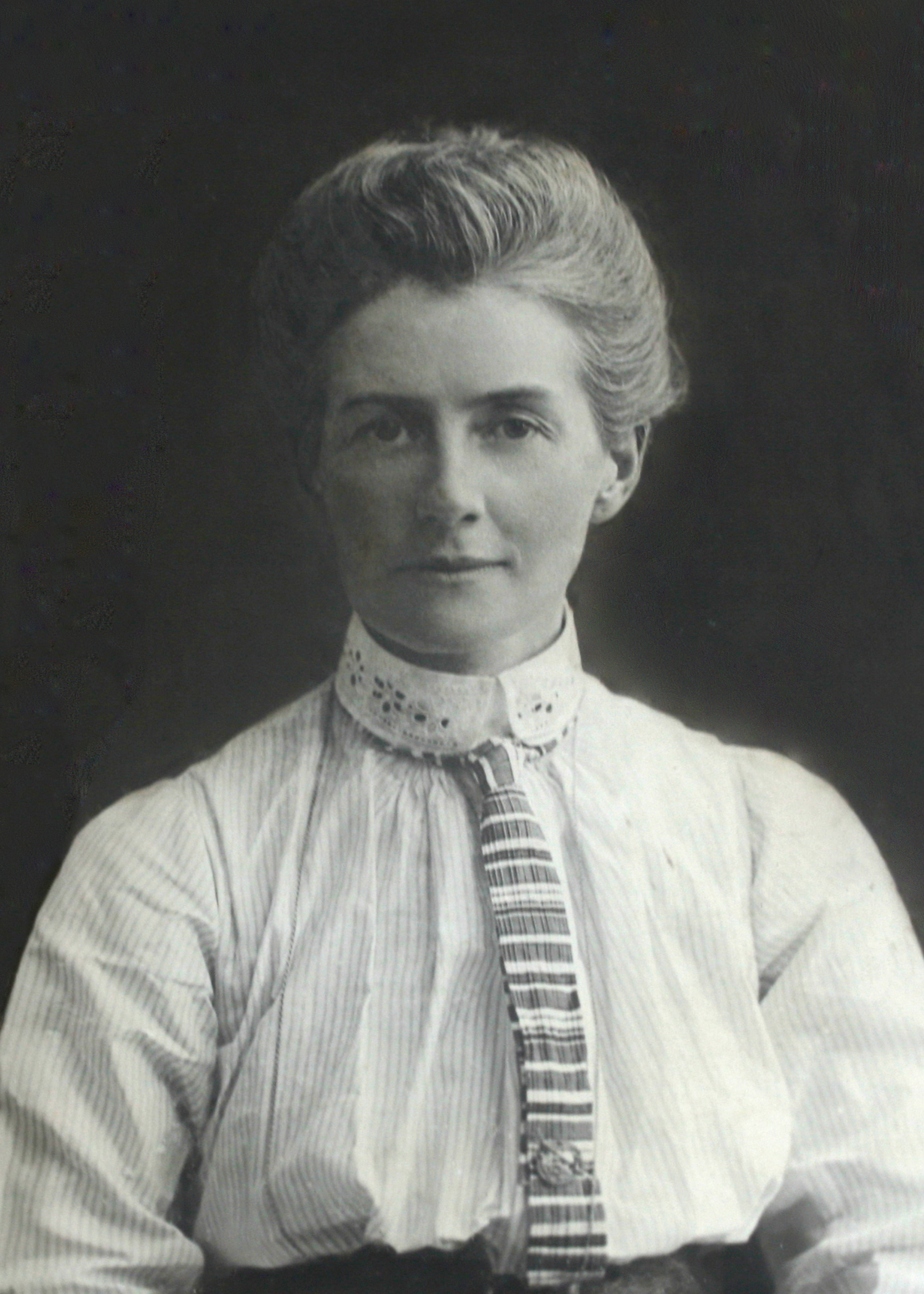
Edith Cavell

Edith Louisa Cavell ['kævl] (* 4. Dezember 1865 in Swardeston bei Norwich, Vereinigtes Königreich; † 12. Oktober 1915 in Brüssel) war eine in Belgien tätige britische Krankenschwester, die während der deutschen Besatzung Belgiens im Ersten Weltkrieg von einem deutschen Militärgericht wegen Fluchthilfe für alliierte Soldaten zum Tode verurteilt und durch Erschießung hingerichtet wurde. Sie wird in Großbritannien und Belgien als Märtyrerin und Heldin verehrt.

## Bildung und Beruf
Edith Cavells Vater war Pfarrer in Swardeston, ihre Mutter hieß Louisa Sophia. Cavell hatte drei jüngere Geschwister. Sie besuchte die Grundschule in Swardeston und weiterführende Schulen in Norwich und Peterborough. Dort machte sie eine Ausbildung zur Lehrerin für untere Klassen, wobei sie gute Kenntnisse der französischen Sprache erwarb. 1890 nahm sie eine Stellung bei einer Familie in Brüssel als Gouvernante und Lehrerin für deren Kinder an. Sie blieb dort fünf Jahre und lernte, fließend Französisch zu sprechen.
Nach Großbritannien zurückgekehrt, machte sie von 1896 bis 1898 im „London Hospital“ eine Ausbildung zur Krankenschwester. Danach arbeitete sie an verschiedenen Krankenhäusern. 1903 wurde sie stellvertretende Oberin. 1907 fragte der führende Chirurg Belgiens, Antoine Depage, bei Cavell an, ob sie Oberin der in Gründung befindlichen Schwesternschule „L’École Belge d’Infirmières Diplômées“ (The Berkendael surgical institute) werden wolle. Depage beabsichtigte, mit dieser Schule in Belgien ein nichtkirchliches professionelles Krankenpflegesystem einzuführen, das auf den Ideen von Florence Nightingale basierte. Die Schule sollte ein Lehrkrankenhaus sein, in dem Depage und andere Ärzte auch operieren sollten. Cavell akzeptierte und zog im August 1907 nach Brüssel.

## Deutsche Besetzung Belgiens und Cavells Wirken
Zu Beginn des Ersten Weltkrieges war Cavell in Großbritannien. Am Vortag der Invasion Belgiens durch Deutschland, am 3. August 1914, kehrte sie nach Brüssel zu ihrem Krankenhaus zurück. Am Abend dieses Tages erklärte das Vereinigte Königreich, das die belgische Neutralität garantierte, Deutschland den Krieg. Das Krankenhaus wurde dem Belgischen Roten Kreuz unterstellt, dessen Direktor Antoine Depage war. Es sollte deutsche und alliierte Verletzte versorgen. Anfangs wurden auch Soldaten durchmarschierender deutscher Truppen medizinisch versorgt. Dann errichteten die Deutschen eigene Lazarette, indem sie u. a. Gebäude dafür beschlagnahmten. Später lieh Cavell ihr Personal auch an andere Krankenhäuser aus; ihr eigenes Hospital blieb größtenteils ungenutzt.
Die alliierten und belgischen Truppen wurden geschlagen und mussten sich aus dem größten Teil Belgiens zurückziehen. Im Herbst 1914 war Cavell eine der wenigen britischen Personen in der Stadt. Beim Rückzug blieben viele französische, britische und belgische Soldaten zurück, vor allem die Verwundeten, die nicht selbst gehen konnten und meist ihre Einheiten verloren hatten. Viele Belgier halfen den Soldaten, auch wenn der deutsche Militärgouverneur dies, wie auf Plakaten in der ganzen Stadt verkündet wurde, zur schweren Straftat erklärt hatte.
Am 1. November 1914 brachte der belgische Bergbauingenieur Herman Capiau zwei als Arbeiter verkleidete verwundete britische Soldaten zu Cavell mit der Bitte von Marie Depage, Antoines Frau, sie zu pflegen. Cavell ließ beide Männer 18 Tage lang in ihrem Hospital behandeln und organisierte anschließend ihre Flucht in die neutralen Niederlande, von wo aus sie zurück nach England fahren sollten.
Die Anfragen und Bitten um Hilfe häuften sich, sodass Cavell ihre Hilfe ausweitete und schließlich eine der Hauptorganisatoren für Fluchthilfe in Brüssel wurde. Sie war damit Teil eines spontan gebildeten Netzwerks aus allen Bevölkerungsschichten geworden, das versprengten und verwundeten Soldaten zur Flucht aus dem besetzten Land verhalf. Cavell beteiligte sich an dieser Hilfe von November 1914 bis zum Juli 1915. Sie war eng mit dem adeligen Diplomaten Réginald de Croÿ und seiner Schwester Marie verbunden sowie mit Louise Thuliez und Philippe Baucq, einem Brüsseler Architekten und Verteiler der Untergrundblattes La Libre Belgique.
Mehr als 200 Männern war bereits die Flucht über die Grenze gelungen, als Cavell und andere aus der Gruppe am 5. August 1915 von den Deutschen verhaftet wurden.

## Prozess und Hinrichtung

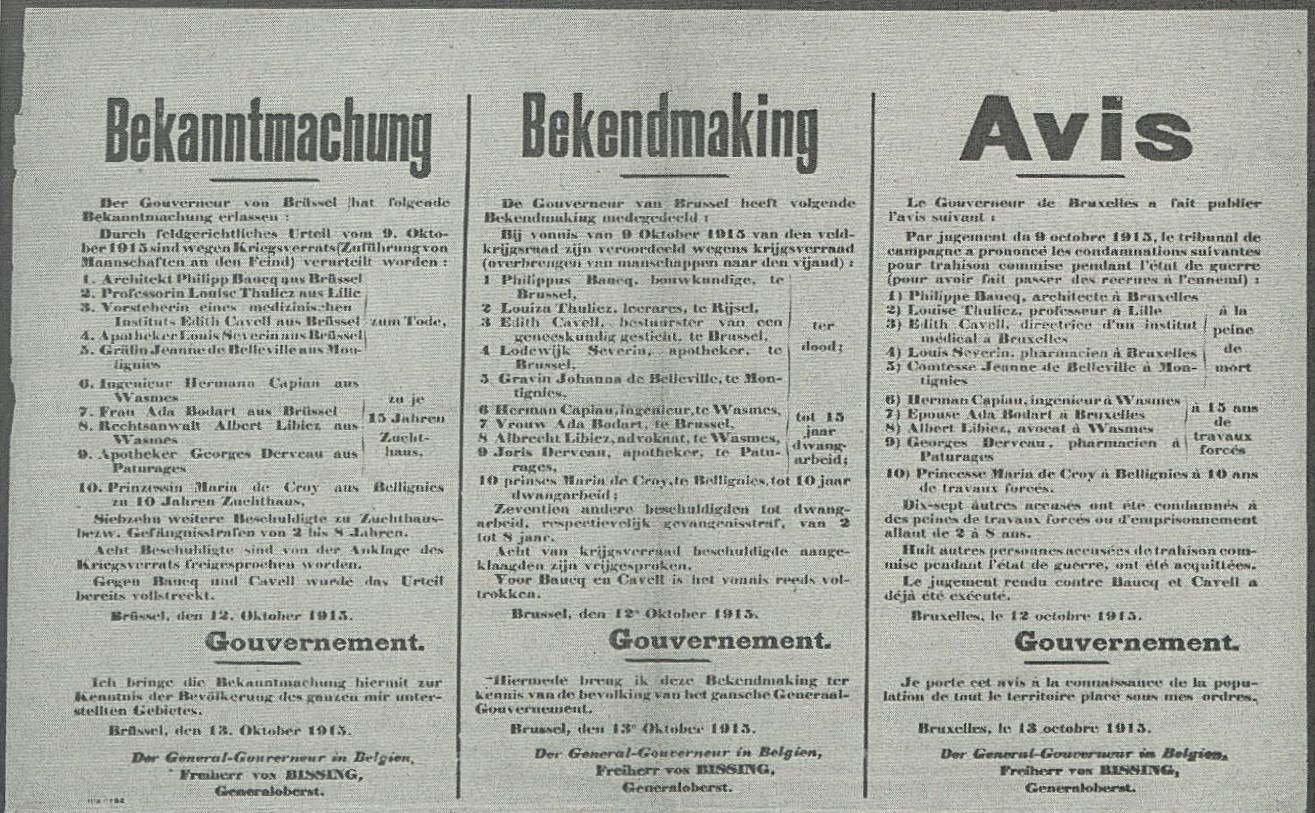
Moritz von Bissing: Bekanntmachung (1915)

Cavell wurde gemeinsam mit 34 weiteren Personen vor einem vom Militärgouverneur von Brüssel, General Traugott von Sauberzweig, eingesetzten Militärgericht angeklagt. Die Anklage lautete auf „Verbrechen zum Schaden für die deutschen Streitkräfte“, insbesondere Verletzung des § 90 Absatz 1 Satz 3 des Reichsstrafgesetzbuches (RStGB) „Zuführung von Mannschaften an den Feind“. Trotz eines hervorragenden Plädoyers ihres Brüsseler Anwalts Sadi Kirschen wurde sie zum Tode verurteilt. Am 11. Oktober 1915 fiel das Urteil. Es lautete auf Todesstrafe und wurde sogleich von Moritz von Bissing, dem deutschen Generalgouverneur in Belgien, gegengezeichnet.
Dieses Todesurteil erregte großes Aufsehen. Die Botschafter der neutralen Mächte USA und Spanien setzten sich für Cavell ein. Sie baten um eine Aussetzung des Urteils oder eine Begnadigung. Das lehnte der für das Gericht zuständige Militärgouverneur Sauberzweig ab. Auch eine Intervention des Papstes stimmte ihn nicht um. Stattdessen legte er die Exekution auf den frühen Morgen des auf das Urteil folgenden Tages fest.
Am 12. Oktober 1915 wurde Edith Cavell gemeinsam mit dem Belgier Philippe Baucq durch Erschießen hingerichtet. Gottfried Benn war bei dem Prozess und in seiner Funktion als Arzt auch bei der Hinrichtung anwesend.
In der Nacht vor der Exekution hatte Cavell mit dem anglikanischen Geistlichen Rev. Gahan gesprochen, dem es erlaubt worden war, sie zu besuchen. Ihm sagte sie in ihren letzten Stunden unter anderem Folgendes:

„I am thankful to have had these ten weeks of quiet to get ready. Now I have had them and have been kindly treated here. I expected my sentence and I believe it was just. Standing as I do in view of God and Eternity, I realise that patriotism is not enough, I must have no hatred or bitterness towards anyone.“

Diese Worte stehen auf dem Denkmal auf dem Londoner St. Martin’s Place in der Nähe des Trafalgar Square.

## Cavells Hinrichtung als Thema in der Weltpresse und  Propaganda sowie der Wissenschaft
Die Hinrichtung erregte weltweit Aufsehen und nahm die Weltöffentlichkeit zusätzlich gegen die Deutschen ein. Schon in der Anfangszeit des Krieges war die Weltmeinung durch Massaker an der belgischen Zivilbevölkerung und Zerstörung von Orten kritisch gegenüber den Deutschen eingestellt. Die Propaganda der Alliierten hatte sie unter dem Namen Rape of Belgium bekannt gemacht. Edith Cavell wurde in Großbritannien als Märtyrerin angesehen. Die Krankenschwester „symbolisierte die Selbstlosigkeit einer Frau in den Kriegszeiten“ und die Briten konnten sich so mit den „Opfern der Invasion identifizieren.“ Die Hinrichtung Cavells und die anderen Grausamkeiten der Deutschen wie z. B. beim Massaker von Dinant wurden auch in der internationalen Presse ausgiebig abgehandelt. Den Deutschen, die mit einer öffentlichen Empörung nicht gerechnet hatten, gelang es nicht, publizistisch wirksam gegenzusteuern. General Sauberzweig wurde im Zusammenhang mit der Hinrichtung von seinem Posten abgelöst. Trotzdem verteidigte die Militärführung die Hinrichtung.
Rückblickend gab die deutsche Seite zu, dass die Hinrichtung zwar rechtmäßig, aber ein schwerer politischer Fehler gewesen sei. Der Rechtshistoriker Andreas Toppe führte im Jahr 2008 aus, dass die Verurteilung nach den Bestimmungen der Haager Landkriegsordnung zweifelhaft war. Zwar seien Cavells Handlungen gewiss strafwürdig gewesen, aber er wunderte sich, dass sie „ohne irgendeine Anführung einer Bestimmung des Strafgesetzbuches des Todes für würdig befunden wurde“. Auch sah der § 90 Absatz 3 RStGB als Höchststrafe lebenslanges Gefängnis und keine Todesstrafe vor, so dass seiner Ansicht nach mit diesem Todesurteil gegen eine Zivilistin der „internationale Rechtsgrundsatz Nulla poena sine lege“ verletzt worden sei. Die amerikanische Professorin für deutsche Geschichte an der Cornell University Isabel V. Hull hielt dagegen die Verurteilung zum Tode 2014 für „dumm, aber nicht gesetzwidrig“. Ebenso beschreibt das Imperial War Museum die Verurteilung als völkerrechtlich legal.
Möglicherweise beeinflusste die internationale Kritik auch die Entscheidung von Bissings, am 5. April 1916 das Todesurteil gegen die französische Spionin Louise de Bettignies in eine lebenslängliche Freiheitsstrafe mit Zwangsarbeit umzuwandeln. Im Januar 1916 ordnete Kaiser Wilhelm II. an, zukünftig die Todesstrafe gegenüber Frauen nicht ohne seine ausdrückliche Bestätigung zu vollstrecken. Trotzdem wurde Gabrielle Petit wenige Monate später hingerichtet, während Hermine Vaneukem kurz zuvor nach einem Todesurteil begnadigt wurde.
In einzelnen jüngeren britischen Büchern über Geheimdienste und in Zeitungsartikeln wird die These vertreten, Cavells Netzwerk von Helfern seien britische Spione gewesen. Nach Angaben von Stella Rimington, der ehemaligen Direktorin des britischen Inlandsgeheimdienstes MI5, informierten die geflüchteten Soldaten den britischen Geheimdienst über deutsche Grabenstellungen, Munitionslager und Flugzeugpositionen. Entsprechende Mitteilungen wurden in die Kleidung eingenäht oder in Schuhen verborgen nach England übermittelt. Inwieweit dies mit Wissen Cavells geschah, war und ist nicht bekannt. Auf jeden Fall hatte das deutsche Militärgericht Cavell keine Spionage vorgeworfen, sondern dadurch, dass sie einzelnen Soldaten zur Flucht verhalf, „Kriegsverrat durch Zuführung von Mannschaften an den Feind“.

## Ehrungen
1919 wurde Cavells Leichnam exhumiert und – unter anderem mit dem später nach ihr benannten Cavell Van – nach London überführt. In Anwesenheit von König Georg V. fand in der Westminster Abbey ein Gedenkgottesdienst statt, bevor der Leichnam mit einem Sonderzug nach Norwich überführt und dort außerhalb der Kathedrale beigesetzt wurde. Noch heute findet alljährlich ein Gottesdienst am Grab von Cavell statt.
- London, Denkmal für Edith Cavell in der Nähe des Trafalgar Square
- Gent, Gedenktafel für Edith Cavell in der Koningin Elisabethlaan, an dem Haus, in dem sie sich im April 1915 versteckt hielt (englische Aufschrift: „Miss Edith Cavell, the glorious victim of German barbarity was secretly harboured in this house in April 1915“)

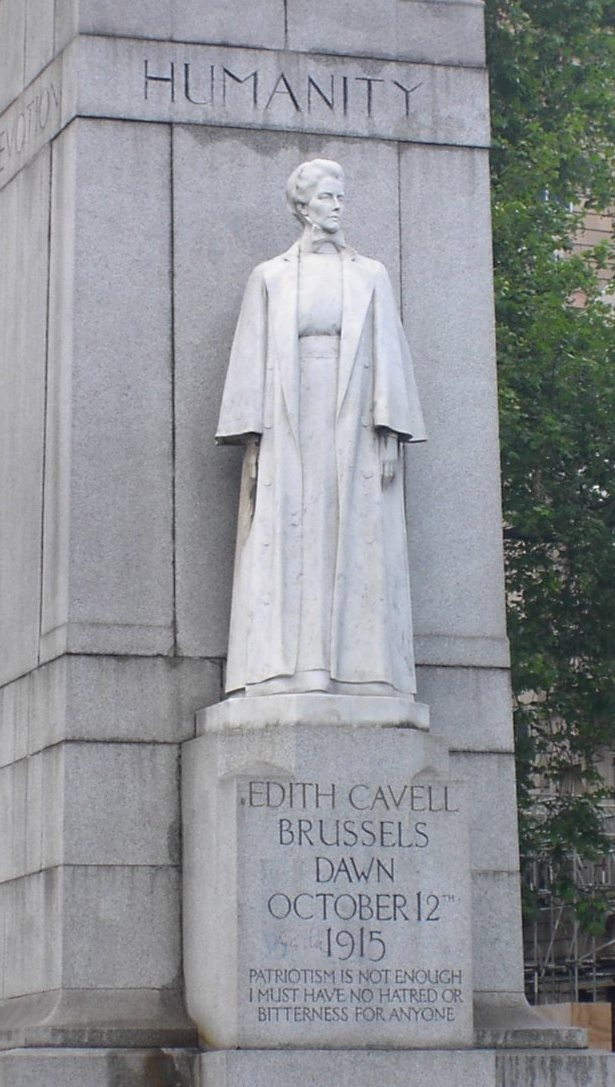
Denkmal in London
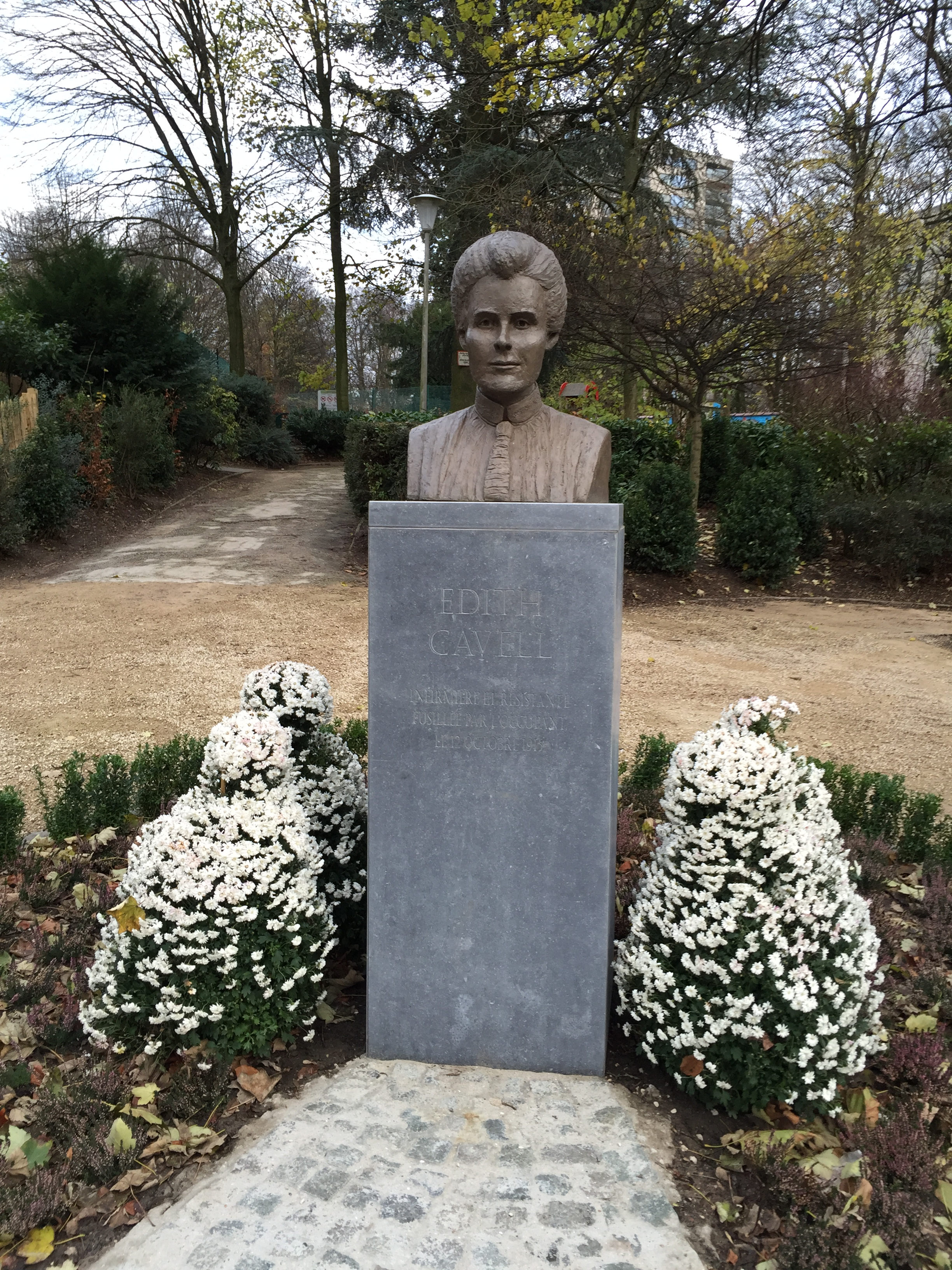
Denkmal in Uccle/Ukkel
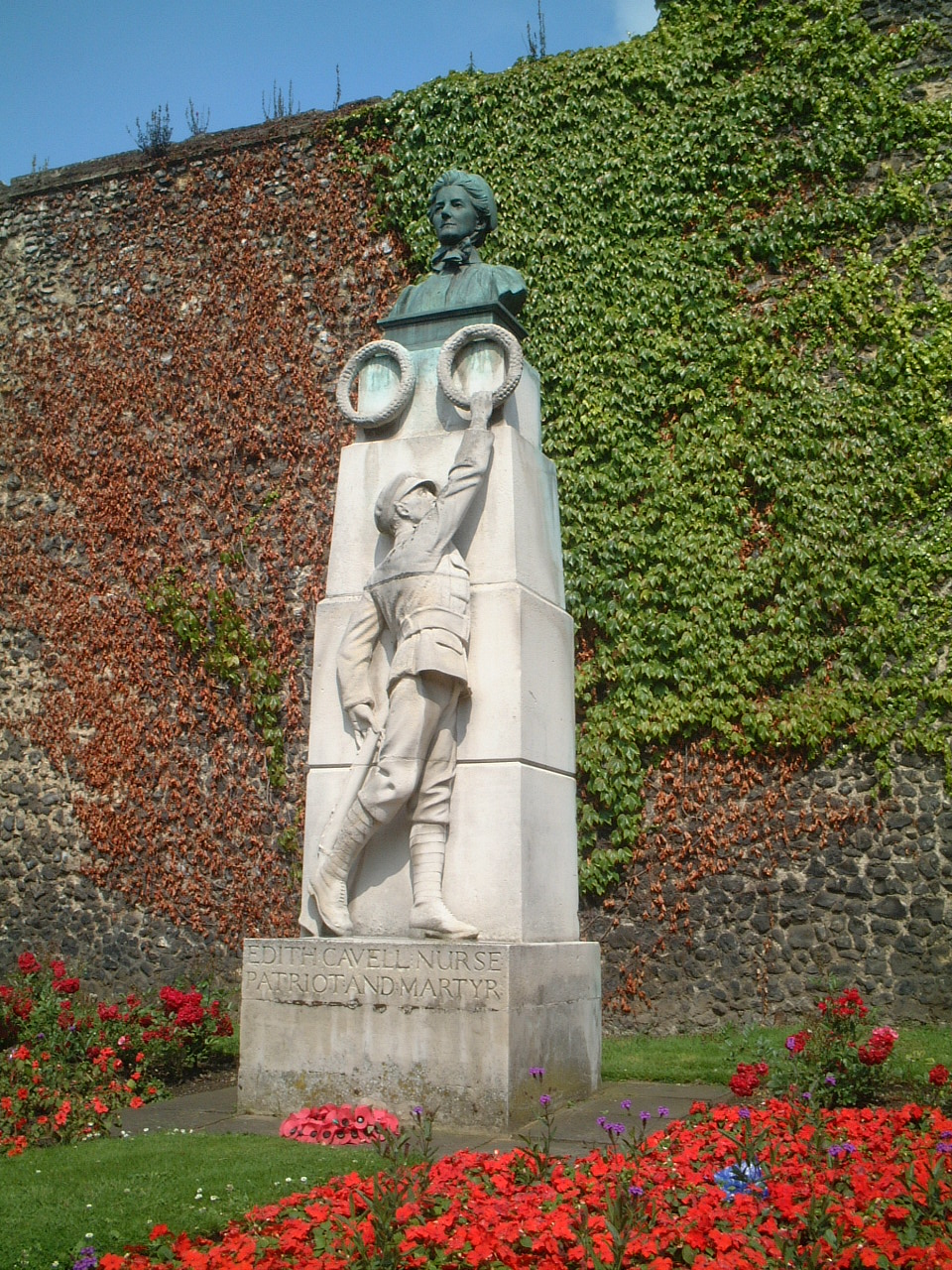
Denkmal in Norwich
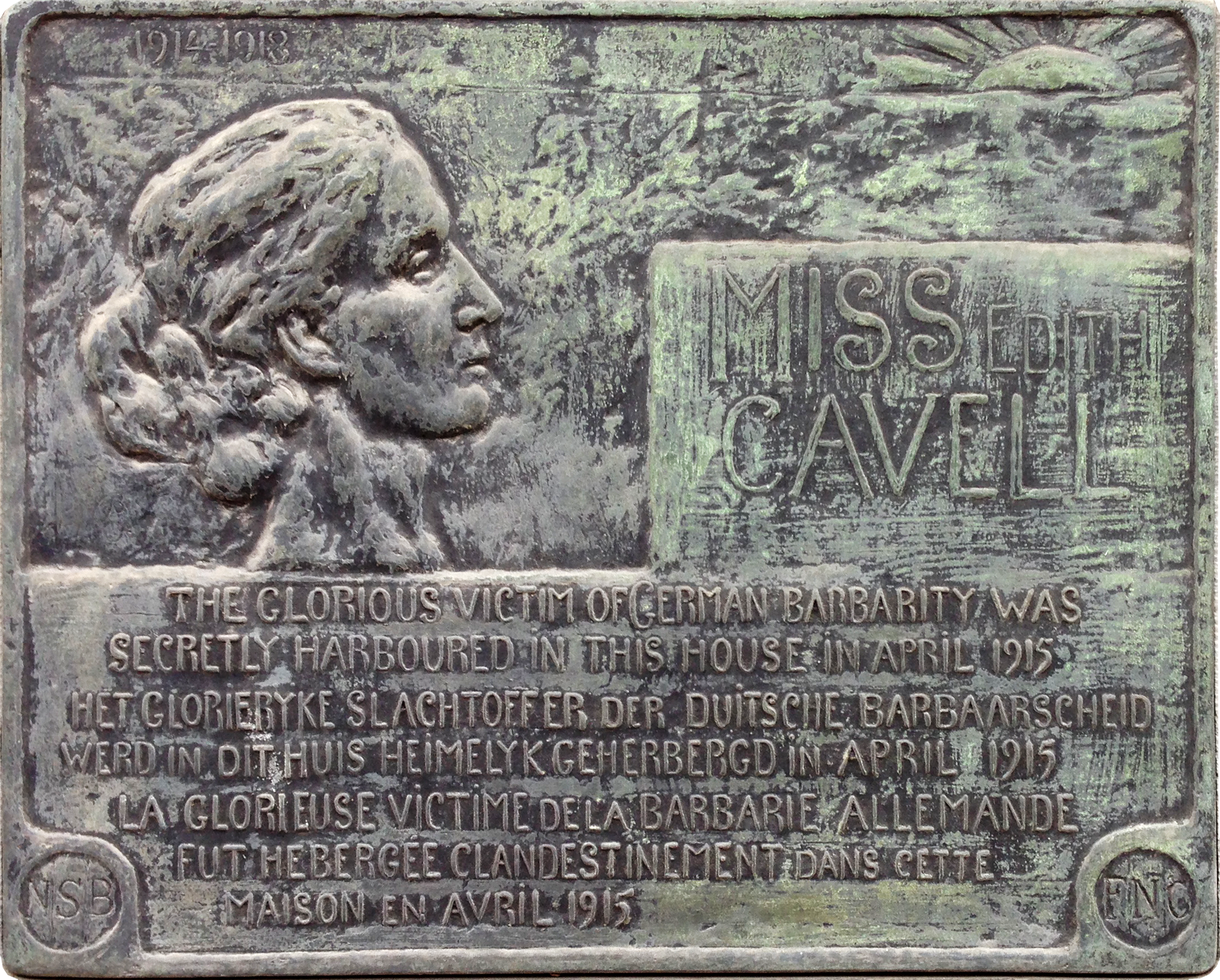
Gedenktafel in Gent
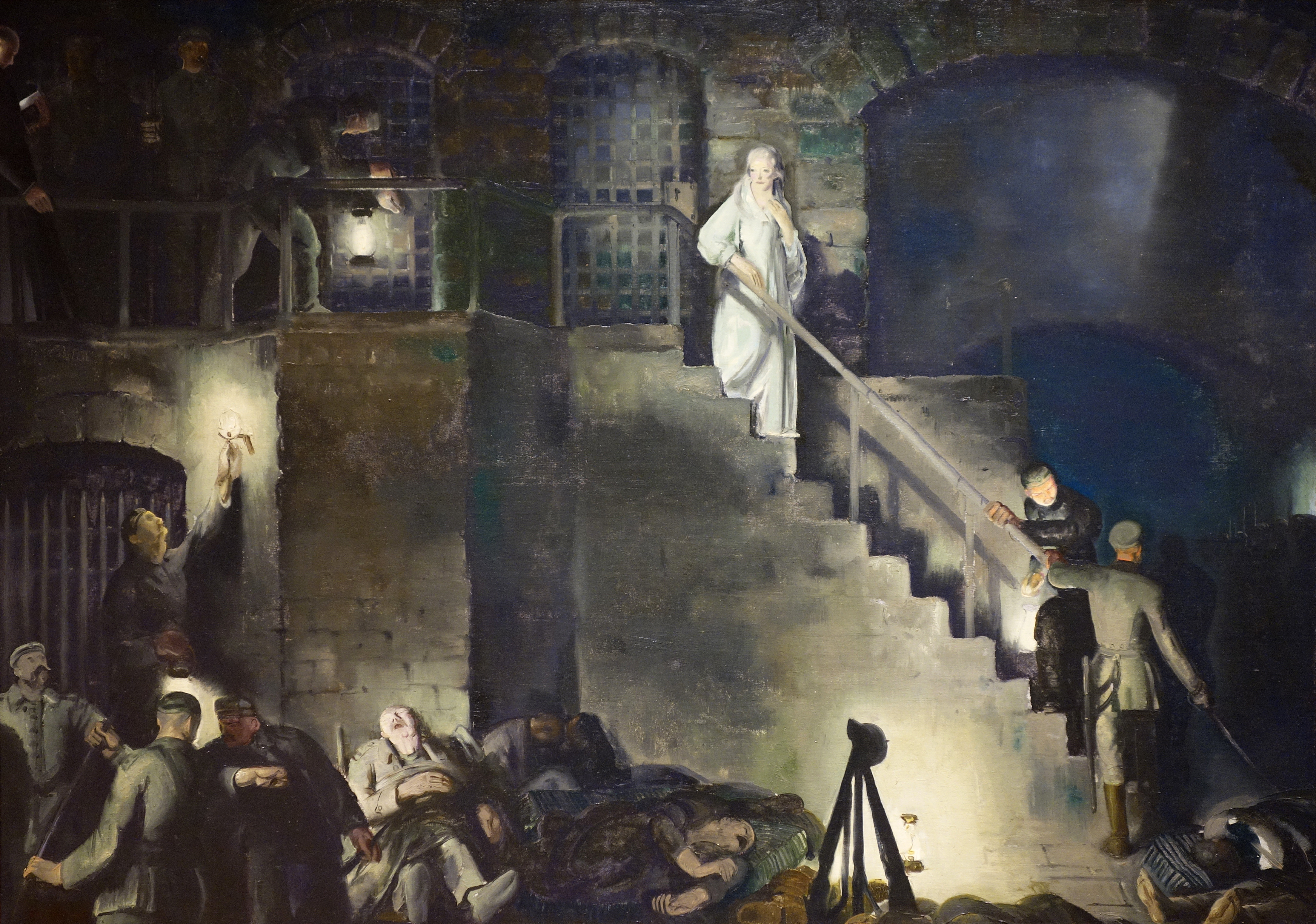
George Wesley Bellows: Edith Cavell (1918)

Nach Edith Cavell sind unter anderem benannt:
- ein Krankenhaus in der Brüsseler Gemeinde Uccle;
- der Mount Edith Cavell, ein Berg (3363 m) im Jasper-Nationalpark in den kanadischen Rocky Mountains;
- eine Durchgangsstraße im Johannesburger Stadtteil Hillbrow, in dem sich die deutschsprachige Evangelisch-Lutherische Friedenskirche befindet.
- eine Straße in Nizza, im Stadtteil Cimiez.

## Verfilmungen
- Nurse Cavell. Australien 1916, Dir. und Drehbuch W.J. Lincoln, Darst. Margaret Linden, Arthur Styan, Agnes Keogh
- The Cavell Case, USA 1919. Regie John G. Adolfi, in der Hauptrolle Julia Arthur
- Dawn, UK 1928. Regie Herbert Wilcox, in der Hauptrolle Sybil Thorndike[19]
- Nurse Edith Cavell, USA 1939. Regie Herbert Wilcox, in der Hauptrolle Anna Neagle

## Edith Cavell in der Literatur
- Der Fall Edith Cavell wird von Arnold Zweig in seinem Roman Junge Frau von 1914 erwähnt (Aufbau-Verlag, Berlin 1963. S. 195 ff.).
- Edith Cavell findet auch Erwähnung bei Alfred Döblin: November 1918. Eine deutsche Revolution. Erzählwerk in drei Teilen. Erster Teil: Bürger und Soldaten 1918. Fischer, Frankfurt am Main 2008, S. 261ff. ISBN 978-3-10-015554-2.
- Thomas Mann rechtfertigte die Verhaftung und Hinrichtung in seinen Betrachtungen eines Unpolitischen von 1917 ("...man ehrte sie, indem man sie vor die Flinten stellte...").
- Gottfried Benn rechtfertigt seine Rolle als zur Hinrichtung hinzugezogener Arzt und Augenzeuge in dem Aufsatz: Wie Miss Cavell erschossen wurde, erstveröffentlicht in: 8-Uhr-Abendblatt der Nationalzeitung vom 23. Februar 1928, abgedruckt in Sämtliche Werke, Band III. Stuttgart 2009, S. 180 ff.
- T. H. White erwähnt sie im 7. Kapitel seines Romans Das Buch Merlin und bezieht sich dabei auf ihre letzten Worte:

„If Miss Edith Cavell had been an ant, they would have had to write on her pedestal: Smell is not enough.“

„Wenn Miss Edith Cavell […] eine Ameise gewesen wäre, hätte man auf ihr Denkmal schreiben müssen: Geruch allein genügt nicht.“

- Agatha Christie erwähnt den Fall Edith Cavell im 4. Kapitel ihres Kriminalromans Rotkäppchen und der böse Wolf.